# Фредрік Оппегор
Фредрік Оппегор (норв. Fredrik Oppegård, нар. 7 серпня 2002, Осло, Норвегія) — норвезький футболіст, фланговий захисник нідерландського клубу ПСВ та молодіжної збірної Норвегії.

## Ігрова кар'єра

### Клубна
Фредрік Оппегор є вихованцем столичного клубу «Волеренга», де він грав за молодіжну команду. Пізніше футболіст перебрався до молодіжної команди нідерландського ПСВ. У 2019 році Оппегор почав свої виступи Нідерландах, а у квітні 2020 року підписав з клубом професійний контракт до 2023 року. Першу гру на дорослому рівні футболіст провів у грудні 2020 року, коли вийшов на заміну у матчі проти «Валвейка». Також у сезоні 2022/23 захисник брав участь у матчах кваліфікації Ліги чемпіонів.
У січні 2023 року Оппегор підписав орендний договір до кінця сезону з клубом Ередивізі «Гоу Егед Іглз».

### Збірна
Фредрік Оппегор починав виступати за юнацькі молодіжні збірні Норвегії з 2017 року. У 2021 році він вперше отримав виклик до молодіжної збірної Норвегії.

## Титули
ПСВ
 Переможець Кубка Нідерландів: 2021/22
 Переможець Суперкубка Нідерландів (3): 2021, 2022, 2023